# 魚市場通停留場
魚市場通停留場（日语：／ Uoichibadōri teiryūjō */?）是一位於日本北海道函館市豐川町22番地先（往十字街方向）、大手町2番地先（往函館站前方向），函館市交通局（函館市電）本線沿線的電車站。2007年1月24日，根據命名權制度，被命名為魚市場通（函館信金總店前）。

## 歷史
- 1913年（大正2年）10月30日 - 區役所前站開始營業。
- 1922年（大正11年）8月1日 - 改稱為市役所前站。（與現在的市役所前並不相同）
- 日期不明 - 改稱為商工會議所前站。
- 1947年（昭和22年）4月23日 - 改稱為魚市場通站。
- 2007年（平成19年）1月24日 - 根據命名權制度，被命名為「魚市場通（函館信金總店前）」。

## 車站構造
- 魚市場通站擁有2個月台（側式月台）、2條電車路線（相反方向）。
- 由於鄰近車站的平面道路交叉經常發生意外，因此在2007年1月將車站的位置遷移，此外亦將月台改建成有蓋月台及殘障人士無障礙設施。
- 雙方月台設置的水銀燈是由購入「命名權」的函館信用金庫所捐贈。

## 車站周邊
- 國道279號
- 函館信用金庫總店
- 函館市水產物地方卸賣市場
- 函館巴士「金融公庫前」站
- 函館帝產巴士、函館巴士「LA VISTA 函館 BAY」站

## 相鄰停留場
函館市交通局（函館市電）
本線
市役所前（DY18）－魚市場通（DY19）－十字街（DY20）

## 外部連結
- 車站情報 - 魚市場通（函館信金總店前）（日文）